# Trevor Trevisan
Trevor Trevisan (Cassino, 21 dicembre 1983) è un dirigente sportivo ed ex calciatore italiano, di ruolo difensore.

## Biografia
Di origini friulane, è il figlio dell'ex calciatore Angelo Trevisan.

## Carriera
Cresciuto nel Conegliano, Venezia e poi nella formazione Berretti della Sacilese, debutta nell'Eccellenza friulana nel 2000-2001 proprio con la Sacilese mentre nel 2001-2002 gioca per il Pordenone in Serie D.
Nel 2002-2003 passa all'Aquila in Serie C1. Dal 2003 al 2005 gioca per il Giulianova sempre in Serie C1. Nel 2005 debutta con il Vicenza in Serie B venendo poi ceduto a gennaio 2007 al Pisa in Serie C1 la prima stagione e in Serie B le due stagioni successive.
Nell'estate 2009 dopo il fallimento del Pisa passa al Padova dove alla fine del primo anno ottiene la salvezza in Serie B, dopo i play-out contro la Triestina. Nel secondo anno gioca 21 incontri nella stagione in cui i patavini giungono in finale play-off.
All'inizio della stagione 2012-2013 eredita da Vincenzo Italiano il ruolo di capitano. I gradi gli vengono confermati anche nella stagione successiva dal nuovo allenatore Dario Marcolin. Successivamente durante la stagione la fascia di capitano passa a Matías Cuffa.
Il 31 gennaio 2014 passa titolo temporaneo al Varese nell'operazione che ha portato Simone Pasa al club veneto.
Il 22 luglio, dopo la mancata iscrizione del Padova al campionato di Lega Pro, rimane svincolato.
Il 25 luglio dello stesso anno, viene acquistato dalla Salernitana, firmando un contratto biennale.
Diventa un pilastro della difesa granata e con 24 presenze e 3 gol conquista la promozione nella Serie B 2015-2016. 
Nell'estate 2016 lascia la società campana per trasferirsi in Lega Pro nelle file della Reggiana dove si è fatto apprezzare dai tifosi della Sud per i suoi tentativi di tiro da distanza siderale. Nell'estate 2017, fa ritorno dopo tre anni e mezzo al Padova, ritirandosi poi dal calcio giocato al termine della stagione 2018-2019.

## Dopo il ritiro
Nel luglio del 2019, in seguito al suo ritiro dal calcio giocato, Trevisan viene nominato nuovo club manager del Padova.
Nel giugno 2024, viene ufficialmente ingaggiato come direttore sportivo della Casertana, in Serie C. L'8 gennaio 2025 viene sollevato dall'incarico.

## Statistiche

### Presenze e reti nei club
| Stagione           | Squadra            | Campionato         | Campionato | Campionato | Coppe nazionali | Coppe nazionali | Coppe nazionali | Coppe continentali | Coppe continentali | Coppe continentali | Altre coppe | Altre coppe | Altre coppe | Totale | Totale |
| Stagione           | Squadra            | Camp               | Pres       | Reti       | Camp            | Pres            | Reti            | Camp               | Pres               | Reti               | Camp        | Pres        | Reti        | Pres   | Reti   |
| ------------------ | ------------------ | ------------------ | ---------- | ---------- | --------------- | --------------- | --------------- | ------------------ | ------------------ | ------------------ | ----------- | ----------- | ----------- | ------ | ------ |
| 2005-2006          | Vicenza            | B                  | 22         | 0          | CI              | 1               | 0               | -                  | -                  | -                  | -           | -           | -           | 23     | 0      |
| 2006-gen. 2007     | Vicenza            | B                  | 0          | 0          | CI              | 0               | 0               | -                  | -                  | -                  | -           | -           | -           | 0      | 0      |
| Totale Vicenza     | Totale Vicenza     | Totale Vicenza     | 22         | 0          |                 | 1               | 0               |                    | -                  | -                  |             | -           | -           | 23     | 0      |
| gen.-giu. 2007     | Pisa               | C1                 | 12+1       | 0          | CI-C            | 0               | 0               | -                  | -                  | -                  | -           | -           | -           | 13     | 1      |
| 2007-2008          | Pisa               | B                  | 32+2       | 1          | CI              | 2               | 0               | -                  | -                  | -                  | -           | -           | -           | 36     | 1      |
| 2008-2009          | Pisa               | B                  | 21         | 1          | CI              | 1               | 0               | -                  | -                  | -                  | -           | -           | -           | 22     | 1      |
| Totale Pisa        | Totale Pisa        | Totale Pisa        | 65+3       | 2          |                 | 3               | 0               |                    | -                  | -                  |             | -           | -           | 71     | 2      |
| 2009-2010          | Padova             | B                  | 34+2       | 1          | CI              | 1               | 0               | -                  | -                  | -                  | -           | -           | -           | 37     | 1      |
| 2010-2011          | Padova             | B                  | 21+1       | 1          | CI              | 2               | 0               | -                  | -                  | -                  | -           | -           | -           | 24     | 1      |
| 2011-2012          | Padova             | B                  | 26         | 4          | CI              | 1               | 0               | -                  | -                  | -                  | -           | -           | -           | 27     | 4      |
| 2012-2013          | Padova             | B                  | 35         | 0          | CI              | 2               | 0               | -                  | -                  | -                  | -           | -           | -           | 37     | 0      |
| 2013-gen. 2014     | Padova             | B                  | 5          | 1          | CI              | 0               | 0               | -                  | -                  | -                  | -           | -           | -           | 5      | 1      |
| gen.-giu. 2014     | Varese             | B                  | 13         | 1          | CI              | 0               | 0               | -                  | -                  | -                  | -           | -           | -           | 13     | 1      |
| 2014-2015          | Salernitana        | LP                 | 24         | 3          | CI+CI-LP        | 0               | 0               | -                  | -                  | -                  | -           | -           | -           | 24     | 3      |
| 2015-2016          | Salernitana        | B                  | 10         | 0          | CI              | 0               | 0               | -                  | -                  | -                  | -           | -           | -           | 10     | 0      |
| Totale Salernitana | Totale Salernitana | Totale Salernitana | 34         | 3          |                 | 0               | 0               |                    | -                  | -                  |             | -           | -           | 34     | 3      |
| 2016-2017          | Reggiana           | LP                 | 19+5       | 0          | CI+CI-LP        | 0               | 0               | -                  | -                  | -                  | -           | -           | -           | 24     | 0      |
| 2017-2018          | Padova             | C                  | 28         | 1          | CI+CI-C         | 0               | 0               | -                  | -                  | -                  | SC-C        | 1           | 0           | 29     | 1      |
| 2018-2019          | Padova             | B                  | 25         | 1          | CI              | 1               | 0               | -                  | -                  | -                  | -           | -           | -           | 26     | 1      |
| Totale Padova      | Totale Padova      | Totale Padova      | 174+3      | 9          |                 | 7               | 0               |                    | -                  | -                  |             | 1           | 0           | 185    | 9      |
| Totale carriera    | Totale carriera    | Totale carriera    | 338        | 15         |                 | 11              | 0               |                    | -                  | -                  |             | 1           | 0           | 350    | 15     |

## Palmarès
- Lega Pro: 1

Salernitana: 2014-2015 (girone C)
- Serie C: 1

Padova: 2017-2018 (girone B)
- Supercoppa di Serie C: 1

Padova: 2018